# Goniocraspedon mistura
Goniocraspedon mistura là một loài bướm đêm trong họ Erebidae.